# Ruisseau du Monastère
Le ruisseau du Monastère est une  rivière du sud-ouest de la France c'est un affluent gauche de la Jalle de Blanquefort donc sous-affluent de la Garonne.

## Géographie
De 10,8 km de longueur, le ruisseau du Monastère est une rivière qui prend sa source sur la commune de Saint-Aubin-de-Médoc en Gironde en région Nouvelle-Aquitaine et se jette dans la Jalle de Blanquefort sur la commune de Saint-Médard-en-Jalles.

## Département communes traversées
- Gironde : Saint-Aubin-de-Médoc, Le Taillan-Médoc, Saint-Médard-en-Jalles.

## Principal affluent
- Ruisseau de la Pudote : 4,8 km